# CJ CheilJedang
CJ CheilJedang (kor. CJ제일제당 lub 씨제이제일제당; KRX: 001041) – południowokoreańska firma holdingowa działająca w branży żywności i biologicznej, jest filią CJ Group. Jest to największa firma z branży żywności w Korei Południowej. Zakresem działalności handlowej firmy są składniki spożywcze, żywność, biotechnologia i farmacja. Jej siedziba znajduje się w CJ CheilJedang Building w Ssangnim-dong, Jung-gu, Seulu.

## Historia
CJ CheilJedang powstała w sierpniu 1953 roku jako „CheilJedang” – producent cukru i mąki, była pierwotnie częścią firmy Samsung, jako jej pierwsza działalność produkcyjna. W lipcu 1993 roku firma wydzieliła od Samsunga i uzyskała niezależne kierownictwo, zwracając się w obszar życia i kultury i koncentrując na usługach żywieniowych i rozrywce. W 1996 roku firma została przemianowana na „CheilJedang Group”, co zakończyło oficjalną separację od Samsunga w lutym 1997 roku.
W październiku 2002 roku oficjalna nazwa firmy zmieniona na „CJ Co., Ltd”. We wrześniu 2007 roku CJ Co., Ltd przekształciła się w spółkę holdingową zmieniając nazwę na „CJ CheilJedang Co., Ltd”, a CJ Group stała się spółką holdingową dla wielu filii związanych z przemysłem żywieniowym i rozrywką położoną w Korei Południowej. Składa się z czterech głównych podstawowych działalności handlowych: żywność & usługi gastronomiczne, biotechnologia & farmacja, rozrywka & media, zakupy na odległość & logistyka.

## Marki
- Bibigo
- Beksul
- Freshian
- Happy Soy
- CJ Cooked Rice
- Haechandle
- Sandlae
- SPAM
- Petitzel
- innerb
- Maxbon
- Matbam
- Babirang
- CJ Hat kimchi
- CJ Hasunjung Kimchi
- 100% Natural Sea Salt, SECRET 5000
- Indelhi
- Italitta
- FatDown
- Dr. Nutri
- Hanppuri
- CJ Jeollipso
- Dashida

## Nagrody
- Grudzień 2004: 14th Economic Justice Enterprise Award – „Best Company in Food and Pharmaceutical, Textile and Paper Manufacturing Industry”[4]